# 让·瓦尼埃
让·瓦尼埃，CC GOQ（法語發音：[ʒɑ̃ vanje]；1928年9月10日—2019年5月7日），加拿大基督教哲学家和神学家。1964年，瓦尼埃创办涵盖37个国家的国际社区组织方舟组织，帮助发展性残疾及协助他们的人士。1971年，他与在80个国家同样照顾发展性残疾人士及他们的家人朋友的玛丽-埃莱娜·马蒂厄，共同创办了信仰与光明组织。之后，他继续以方舟社区成员的身份在法国特罗斯利布勒伊的首个方舟社区生活，直到去世。
瓦尼埃毕生共创作30本关于宗教、残疾人、正常人、成功和忍耐的书籍，获得加拿大勋章（1986年）、魁北克国家勋章（1992年）、法國榮譽軍團勳章（2003年）、基督社群国际和平奖（2013年）和邓普顿奖（2015年）。
2020年2月，方舟组织内部报告指瓦尼埃于1970年到2005年间在法国特罗斯利布勒伊性侵了六名女士，该调查由总部位于英国的GCPS咨询小组进行。

## 早年
瓦尼埃出生于加拿大家庭，父亲乔治·瓦尼埃是第19任加拿大总督（1959–1967），母亲是波利娜·瓦尼埃（娘家姓亚奇）。他在日内瓦出生，在家中五个兄弟姐妹中排行第五（包括姐姐和哥哥贝尔纳·瓦尼埃）。年轻时瓦尼埃接受了英语和发育的广泛教育，先是在加拿大，后来在法国和英国。第二次世界大战期间，瓦尼埃和家人赶在纳粹占领前逃往巴黎。战争期间他大多在英国海军学院。13岁，他在达特茅斯海军学院（后更名不列颠皇家海军学院）接受海军职业训练。
1945年初，瓦尼埃到访巴黎，而他父亲当时是驻当地的加拿大大使。他和母亲去协助纳粹集中营的幸存者。他深深地被身体孱弱的幸存者所感动，毕生难以忘怀。他在二战期间服役于英国皇家海军，之后加入加拿大皇家海军。1947年，他以海军中将身份陪同加拿大皇室登上前卫号战列舰出访南非联邦。
1949年，他在宏伟级轻型航空母舰上加拿大皇家海军。1950年，他辞去了海军委员会的职务，前往巴黎攻读本科。最终他在巴黎天主教大学获得哲学博士学位，其研究亚里士多德的博士论文于1996年以《幸福是亚里士多德伦理学的原则与终结》（Happiness as Principle and End of Aristotelian Ethics）为题目发表，这是瓦尼埃的首个出版著作。之后他在职业生涯及在圣迈克尔大学学院和多伦多大学教授哲学期间撰写了30多本书。1964年，瓦尼埃离开学术界，转而寻求更有灵性的神职。他的学术研究保存在加拿大安大略省伦敦的国王大学学院。

## 创办方舟组织
1964年，瓦尼埃透过与神父托马斯·菲利佩的关系，了解到成千上万的发展性残疾人士的困境。他邀请拉斐尔·西米（Raphael Simi）和菲利普·苏（Philippe Seux）这两个人离开他们居住的机构，跟他到法国特罗斯利布勒伊共同生活。他们在当地成立了方舟组织，让残疾人获得照顾。从那时起，由150个社区组成的网络在38个国家建立起来。瓦尼埃认为，社区是一种统治理念，即残疾人是老师，而不是家庭负担。。
到1990年代末期，瓦尼埃一直负责法国特罗斯利布勒伊的方舟组织及方舟国际联合会的事物。他随后辞职，转而给方舟社区的残疾人助手做咨询、鼓励和陪同。瓦尼埃在全球37个国家建立了147个社区，它们成为了残障人士的朝圣之地。

## 晚年

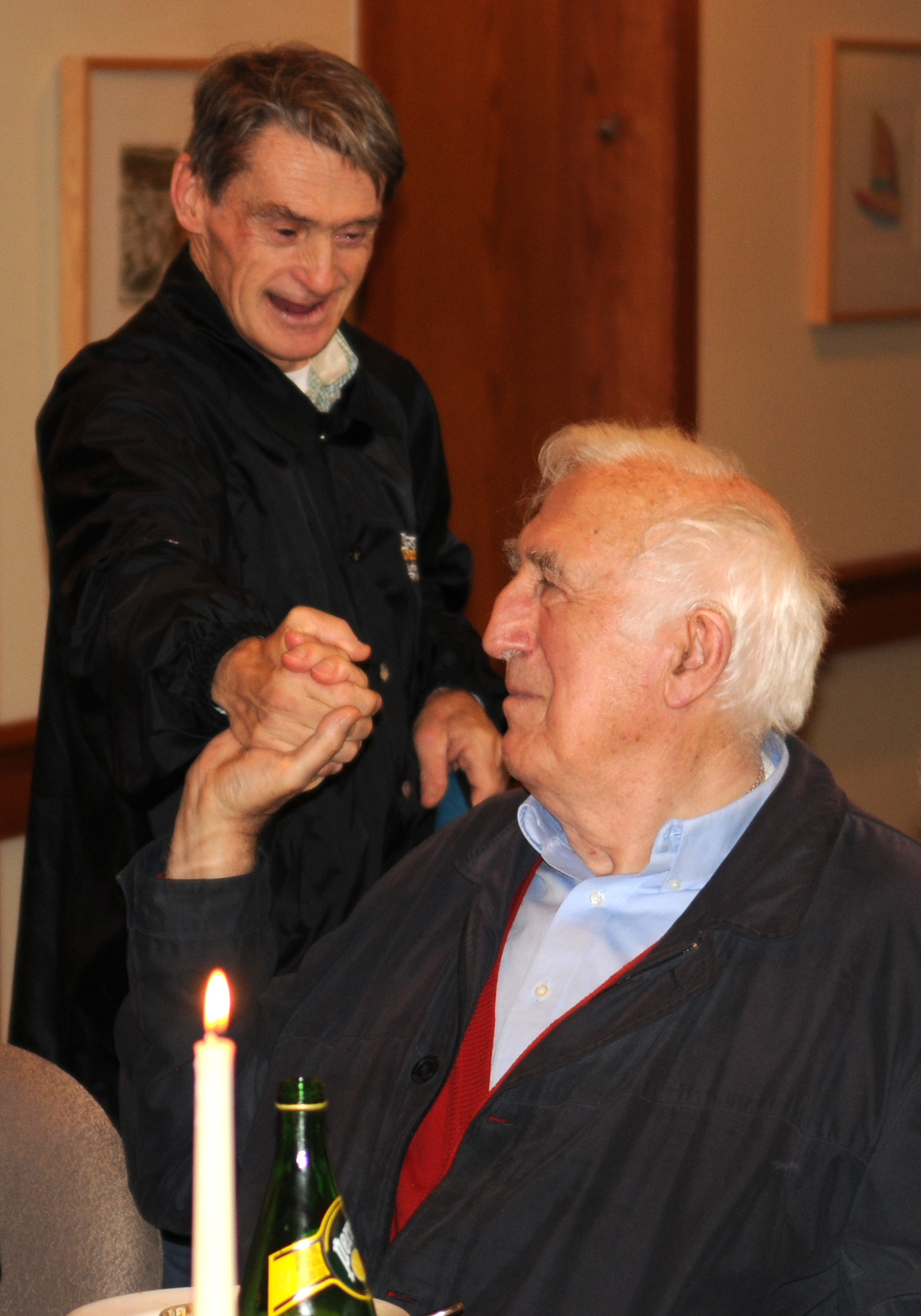
瓦尼埃与方舟黎明社区的约翰·斯梅策（John Smeltzer）合影，2009年

1968年，瓦尼埃在玛丽湖创立了“信仰与黎明”运动的首个庇护所，欢迎各行各业的人士入住。庇护所如今是信仰与分享联合会的一部分 。
截至2013年，13个社区组织年度静修会和祈祷日。信仰和分享成员比尔·克拉克（Bill Clark）表示：“信仰与分享运动有两个层面：一个是隐藏在我们自身脆弱深处的向上帝的内向运动，另一个是向我们的兄弟姐妹，特别是那些较贫穷和需要帮助的兄弟姐妹的外向运动 。”组织的纪录保存在圣迈克尔大学学院多伦多分院的约翰·M·凯利图书馆。
1971年，他与玛丽-海伦娜·马修共同创办了信仰与光明组织。这是面向残障人士、他们的家人和朋友的国际论坛运动。现如今共有1500多个信仰和光明社区分布在全球81个国家或地区。
瓦尼埃继续在法国特罗斯利布勒伊的首个方舟社区生活，直到2019年去世。他继续进行广泛的旅行，访问其他的方舟社区，鼓励新社区项目的建设并进行了演讲和静修。1998年，他举行了主题为“成为人类”的梅西讲座。
在一次演讲中，他为在智障人士周围的障碍感到不满，这也是方舟组织背后的一个激励人心的理念：“我们必须竭尽所能缩小墙壁，与彼此见面。为什么我们要把残障人士置于高墙背后？”
2017年，瓦尼埃为纪录片《森林的夏天》（Summer In The Forest）旁白和出镜。该片于伯利恒和特罗斯利布勒伊的方舟社区拍摄，两个社区的许多居民都有份参与。《纽约时报》影评人肯·贾沃洛夫斯基（Ken Jaworowski）认为，“只是看着这些居民都会让你面对和改变许多自己的观念”。”
2019年5月7日，瓦尼埃去世。去世前一周，教宗方济各致电瓦尼埃，感谢他多年来的事工和服务。瓦尼埃去世后，从北马其顿飞回罗马的方济各告诉记者，“我要感谢他的证词”，表示瓦尼埃不仅可以解读基督徒对“死亡，十字架，苦难的奥秘”的凝视，还可以理解“那些为世界抛弃的人的奥秘”。
受瓦尼埃影响的人士中，最著名的有荷兰天主教神父、教授、作家和神学家亨利·诺文，诺文加入了列治文山的方舟黎明社区。

## 性侵报告
2020年2月，方舟的内部报告指瓦尼埃于1970年到2005年间在法国特罗斯利布勒伊性侵了六名女士。
方舟国际领导人的联合声明表示，瓦尼埃于1970年到2005年间在法国通过“操纵和情感虐待”与六名女性发生性关系。瓦尼埃一般会借精神指导的名义，唆使女性与他发生关系。声明表示，“这些女性们报告的类似事实，跟用于证明这些行为高度不寻常的精神或神秘解释有关”，“这些关系......给他们个人的生活及之后的关系带来了非常严重的负面影响。这些行为表明让·瓦尼埃对这些女性有着深厚的心理和精神上的支持”。也有消息指瓦尼埃曾让女士们保密。受害女性包括助理和修女。方舟组织还表示，瓦尼埃还加入了小型秘密行动组织，参与或资助牧师托马斯·费利佩的不正常性行为。
声明补充，上述行为建基于天主教会谴责的所谓“神秘”或“精神”的信仰。瓦尼埃把费利佩称为他的“精神之父”，但这些说辞最初被公开否认。该调查由英国独立顾问机构GCPS进行。2015年5月，瓦尼埃表示他如今接受了费利佩“伤害似乎完全信任他的成熟聪明的人”，并表示“无法和平地调和这两个现实”。

### 反应
天主教多伦多总教区枢机多默·基道霍·柯林斯称事件是“悲剧、令人痛心”。方舟组织加拿大和美国分支发表声明表示关注。
在加拿大，有许多学校以瓦尼埃的名字命名，其中部分学校的董事会考虑更改校名。
2020年2月，印第安纳州南本德圣母大学剥夺了在瓦尼埃生前给他颁发的两个奖项，其中一个是1994年巴黎圣母院人道主义服务奖

## 奖项和荣誉
瓦尼埃获得过许多荣誉，包括加拿大勋章和法國榮譽軍團勳章，另外也有一些由信仰组织颁发的奖项，包括保禄六世国际奖、基督社区国际和平奖、拉比冈瑟·普劳特人道主义奖和以梵蒂岡第二屆大公會議的牧职宪章文件命名的牧职宪章大奖。
1993年，他获得康考迪亚大学洛约拉勋章（Loyola Medal）。1999年，他获得加拿大作家信托基金会戈登·蒙达多奖。
2004年11月，加拿大广播公司的民意调查把他列入最伟大加拿大人榜单第12位。
2010年，小行星8604号正式以瓦尼埃的名字命名。
2013年，瓦尼埃获得艾奥瓦州天主教达文波特教区表彰和平於世獎.
2015年3月，瓦尼埃获得奖金达170万美元邓普顿奖，表彰他对残疾人的拥护，以及为帮助弱者和弱势者进行更广泛探索所做的贡献。

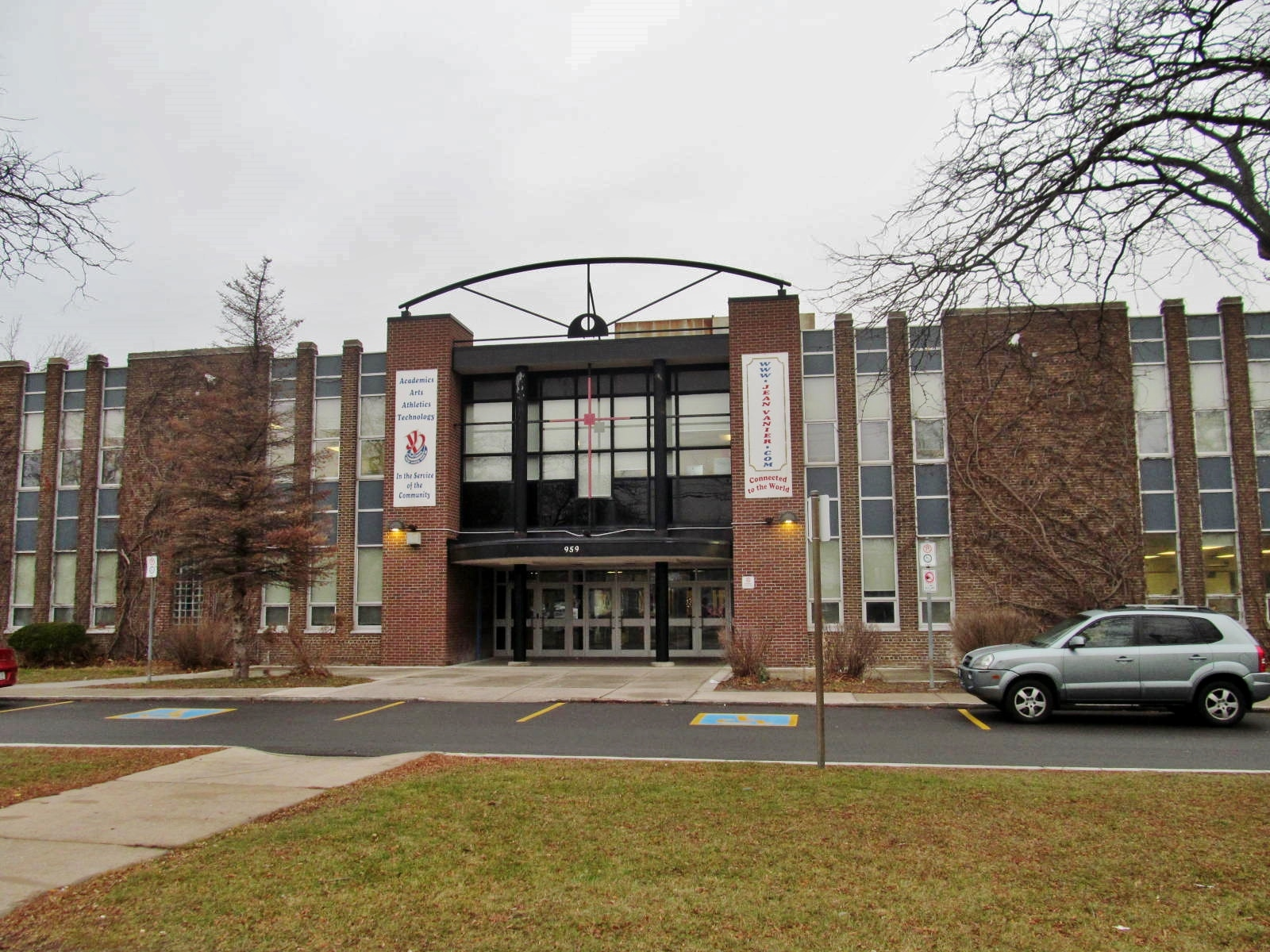
安大略省士嘉堡的让·瓦尼尔天主教中学。

2016年9月27日，瓦尼埃获得法国特罗斯利布勒伊美国和平修道院基金会国际勇气良心奖，表彰他对建立残疾人包容世界的毕生承诺。

### 以瓦尼埃名字命名的学校
以瓦尼埃名字命名的学校分布在育空地区白馬市、安大略省伦敦、安大略省士嘉堡、安大略省科林伍德、安大略省列治文山、安大略省威兰、艾伯塔省舍伍德公园及最近的安大略省米尔顿。
- 安大略省柯克兰湖（英语：Kirkland）让·瓦尼埃天主教学校（英语：Conseil scolaire catholique de district des Grandes-Rivières#Elementary schools）
- 安大略省科林伍德科林伍德让·瓦尼埃天主教高中（英语：Jean Vanier Catholic High School (Collingwood)）
- 安大略省列治文山列治文山让·瓦尼埃天主教高中（英语：Jean Vanier Catholic High School (Richmond Hill)）
- 安大略省士嘉堡让·瓦尼埃天主教中学（英语：Jean Vanier Catholic Secondary School）
- 艾伯塔省舍伍德公园让·瓦尼埃天主教学校
- 安大略省米尔顿让·瓦尼埃天主教中学
- 萨斯喀彻温省里贾纳让·瓦尼埃天主教中学
- 安大略省伦敦让·瓦尼埃学校
- 安大略省威兰让·瓦尼埃天主教中学
- 安大略省布兰特福德让·瓦尼埃小学
- 育空白马市瓦尼埃天主教中学

## 书籍
- . Toronto: Griffin House. 1969. OCLC 77213.
- . Toronto: Griffin. 1970. OCLC 395235248.
- . Toronto: Griffin House. 1971. OCLC 838694372.
- . Toronto: Griffin Press. 1973. OCLC 859939780.
- . Toronto: Griffin House. 1975. OCLC 494744391.
- . Toronto: Griffin House. 1979. OCLC 6277986.
- . Ottawa: Novalis. 1981. OCLC 8872141.
- . Ramsay, N.J.: Paulist Press. 1981. OCLC 15975370.
- . Mahwah, N.J.: Paulist Press. 1985. OCLC 14227091.
- . Mahwah, N.J.: Paulist Press. 1985. OCLC 13025956.
- . London: Hodder & Stoughton. 1988. OCLC 895940048.
- . Mahwah, N.J.: Paulist Press. 1988. OCLC 17694012.
- . Hantsport, N.S.: Lancelot Press（英语：Lancelot Press）. 1991. OCLC 25369178.
- . Hantsport, N.S.: Lancelot Press（英语：Lancelot Press）. 1992. OCLC 317449807.
- . New York: Paulist Press. 1992. OCLC 25409710.
- . Ottawa: Novalis. 1995. OCLC 32546881.
- . Toronto: Novalis. 1995. OCLC 33333740.
- . Ottawa: Novalis. 1996. OCLC 36698314.
- . Ottawa: Novalis. 1997. OCLC 35919344.
- Vanier, Jean; Andreu, Anne-Sophie; Quoist, Michel. . London: Hodder & Stoughton. 1996. OCLC 60292140.
- . Toronto: Anansi. 2001. OCLC 654379327.
- . London: Darton, Longman & Todd. 2001. OCLC 47824661.
- . London: SPCK. 2001. OCLC 46810914.
- . Toronto: House of Anansi Press. 2003. OCLC 52644543.
- . New York: Paulist Press. 2004. OCLC 892517848.
- . Toronto: Novalis. 2005. OCLC 66031013.
- . London: Darton Longman Todd. 2008. OCLC 260043937.
- Vanier, Jean; Hauerwas, Stanley. . Downers Grove, Ill.: IVP Books. 2008. OCLC 837379461.[46]
- . Singapore: MEDIO MEDIA. 2012. OCLC 858345447.
- The Gospel of John, the Gospel of Relationship. Cincinnati: Franciscan Media, 2015. ISBN 978-1-61636-890-6.
- Life's Great Questions. Cincinnati: Franciscan Media, 2015. ISBN 978-1-61636-941-5.
- . Walden, NY: Plough. 2019. OCLC 1089839058.